# Хабарское
Хаба́рское — деревня в Богородском районе Нижегородской области. Входит в состав Дуденевского сельсовета.

## География
Деревня расположена на правом берегу реки Оке в 45 км от Нижнего Новгорода, в 4 км от пристани Дуденево.
Вдоль правого берега Оки, в том числе и в селе Хабарское, при земляных работах находили различные остатки мамонта, волосатого носорога, исполинского оленя и других крупных млекопитающих животных, обитавших в этих краях много тысячелетий тому назад, когда климат был холодным.

## Население
| 1859 | 1897 | 1999 | 2002 | 2010 |
| ---- | ---- | ---- | ---- | ---- |
| 567  | ↗732 | ↘93  | ↘72  | ↘49  |

В 1911 году село Хабарское входило в состав Дуденевской волости и в Хабарском насчитывалось 159 дворов[2].

В 1916 году село Хабарское входило в состав Дуденевской волости и жило в нём 745 человек[3].

## Инфраструктура
В середине 1920-х годов начинается строительство водопровода из села Хабарское в Богородск, который был пущен в 1928 году.
В последние годы поселок известен как база горнолыжного туризма.

## Галерея

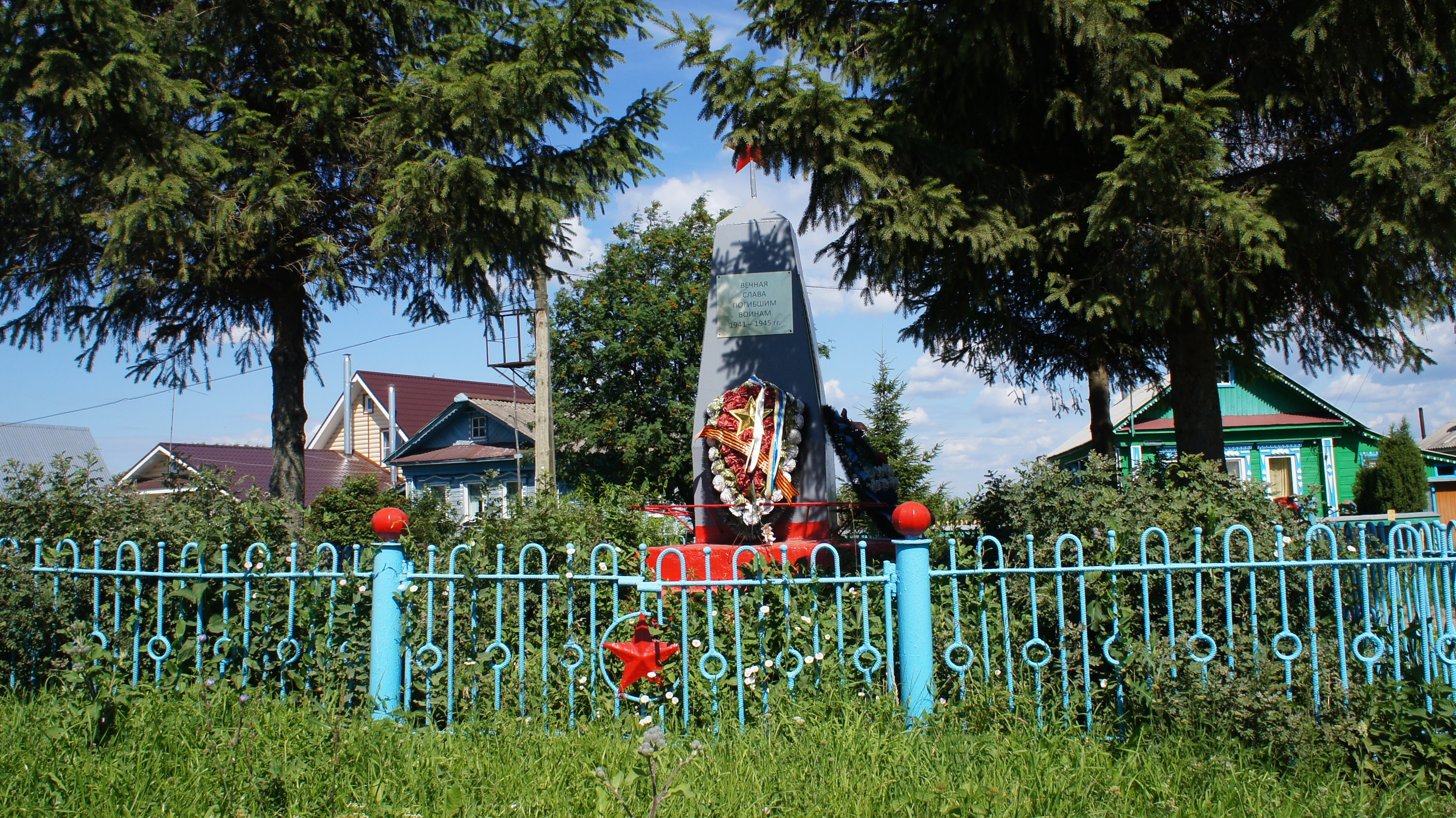
Памятник жителям Хабарского, погибшим в Великой Отечественной войне
Вид на Оку с дороги на пристань в Хабарском

## Веб-камеры
Веб-камера на склоне горнолыжной трассы в Хабарском. Архивировано из оригинала 24 января 2012 года.